# Marc Hordies
Marc Hordies (Etterbeek, 11 november 1951) is een voormalig Belgisch senator.

## Levensloop
Hordies, licentiaat in de toegepaste sociale communicatiewetenschappen aan de hogeschool IHECS, werd animator en vervolgens penningmeester van het Cultureel Huis in Itter en opvoeder voor kinderen met problemen. Hij werd daarna directeur van de vzw Inform'action, een audiovisuele dienst voor permanente vorming in de syndicale wereld, die nauw aanleunde bij de Franstalige christelijke arbeidersbeweging MOC. In 1991 ging hij aan de slag als zelfstandig consulent in sociale communicatie. Daarnaast werd hij in 1993 aangesteld tot voorzitter van het centrum voor vrije tijd en informatie in Itter en was hij de verantwoordelijke uitgever van de krant Petit tram.
Als ecologisch militant was hij een van de drijvende krachten achter de actiegroep Astérix, die zich resoluut verzette tegen de komst van een afvalverbrandingsoven in de Itterse deelgemeente Virginal. Ook ijverde voor de ontplooiing van duurzame activiteiten op de site van Forges de Clabecq en verzette hij zich tegen de aanleg van een verbindingsweg tussen de E19- en de A8-autosnelwegen. Na eerst actief te zijn geweest bij de lokale politieke partij Présence Autrement, sloot hij zich in het begin van de jaren '90 aan bij Ecolo. Hij richtte mee een afdeling van deze partij op in Itter en werd door Ecolo afgevaardigd naar de Vaste Nationale Cultuurpactcommissie, waarvan hij ondervoorzitter werd.
In juni 1999 werd Hordies vanop de tweede plaats op de Ecolo-lijst voor het arrondissement Nijvel verkozen in het Waals Parlement, waardoor hij automatisch ook lid werd van het Parlement van de Franse Gemeenschap. Daarenboven werd hij begin juli 1999 als gemeenschapssenator afgevaardigd naar de Senaat. Hij vervulde zijn parlementaire mandaten tot in september 2002. Enkele maanden eerder, in juli 2002, werd Hordies verkozen tot een van de drie federale secretarissen van Ecolo, naast Philippe Defeyt en Evelyne Huytebroeck, waardoor hij conform de statuten van de partij ontslag moest nemen als parlementslid. Na de zware electorale afstraffing van Ecolo bij de federale verkiezingen van mei 2003 trad het trio in juli 2003 af.
Vervolgens droeg Hordies bij aan de interne reorganisatie van Ecolo en aan de oprichting van studiedienst Etopia, waar hij actief werd als bestuurder. Als verantwoordelijke voor de lokale ontwikkeling werd hij tevens belast met de uitvoering van projecten rond permanente vorming binnen de partij. Voorts zetelde hij tot in september 2012 in de Hoge Raad voor Permanente Vorming en werkte hij van 2009 tot 2010 als strategisch adviseur op het kabinet van Philippe Henry, de toenmalige minister van Leefmilieu en Ruimtelijke Ordening in de Waalse regering. In 2011 werd hij eveneens lid van de raad van toezicht van de gevangenis van Itter.
In de lokale politiek werd Hordies in oktober 2000 verkozen tot gemeenteraadslid van Itter, maar hij nam het mandaat niet op. In oktober 2006 nam hij zijn zetel in de gemeenteraad wel op en in december 2009 werd hij schepen in de gemeente. Hordies bekleedde dit mandaat tot in november 2012. Bij de gemeenteraadsverkiezingen een maand eerder werd hij niet herkozen. 